# Bălăceana
Bălăceana est une commune du județ de Suceava en Roumanie.